# رناتو کیانتونی
رناتو کیانتونی (ایتالیایی: Renato Chiantoni؛ ‏ ۱۹ آوریل ۱۹۰۶ – ۲۴ دسامبر ۱۹۷۹) بازیگر اهل ایتالیا بود.
از فیلم‌ها یا برنامه‌های تلویزیونی که وی در آن نقش داشته‌است، می‌توان به تقدیم به مادر عزیزم در زادروزش، سه بیگانه در رم، به‌خاطر عشق پوپیا، شاهزاده سیندرلا، صومعه پارم، به من میگن بولدوزر، روزهای عاشقی، راز سانتا ویتوریا، کنتس پابرهنه، میهمان یک‌شبه، تمامی رنگ‌های تاریکی و پوچینی اشاره کرد.